# Oie-armée de Gambie
Plectropterus gambensis, Plectropterus
Genre
Espèce
Statut de conservation UICN

 LC  : Préoccupation mineure
Statut CITES
L'Oie-armée de Gambie (Plectropterus gambensis), également appelée plectroptère de Gambie ou plus simplement l'Oie de Gambie, est une espèce d'oiseaux aquatiques de la famille des Anatidés. Elle est apparentée aux tadornes. C'est la seule espèce du genre Plectropterus. Lorsqu'au Nord Bénin, l’Oie-armée de Gambie consomme certains coléoptères de la famille des Méloidés, elle accumule dans ses tissus une toxine, la cantharidine (substance notamment présente chez l'insecte cantharide officinale (Lytta vesicatoria), surnommée la mouche espagnole ou  mouche de Milan, principal composant de préparations anciennes réputées aphrodisiaques), qui peut occasionner chez les prédateurs des cystites ou priapismes douloureux,.

## Description
Les mâles mesurent entre 75 et 100 cm de longueur avec un cou et des pattes allongées. Le dessus du corps est noir avec des reflets verts sur les ailes, le ventre est blanc. La tête est blanche sauf pour la peau entre les yeux et le bec qui est nue et rouge, les mâles ont une bosse rouge sur la tête plus proéminente que celle des femelles. La bosse et l'absence de plume sont un caractère sexuel secondaire, les juvéniles l'acquièrent avec l'âge. Les mâles sont plus gros que les femelles et leurs ailes ont moins de reflets et moins de blanc sur le dessus de la partie antérieure de l'aile. Leur cou est large et l'émargination importante. Cette espèce tire son nom de l'éperon situé sur le poignet de chaque aile. Les pattes et les pieds sont également rouge rosé.

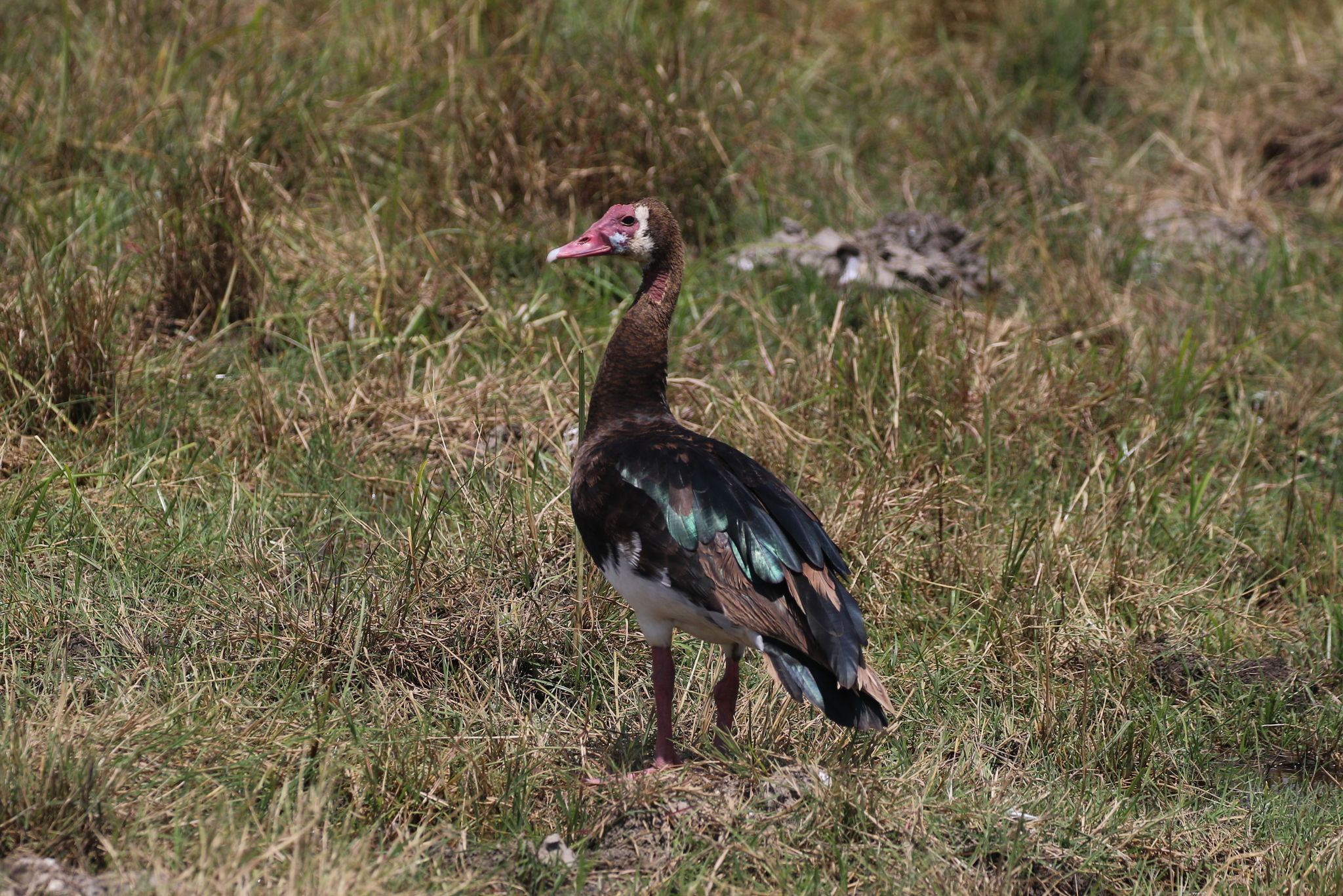
P. g. gambensis
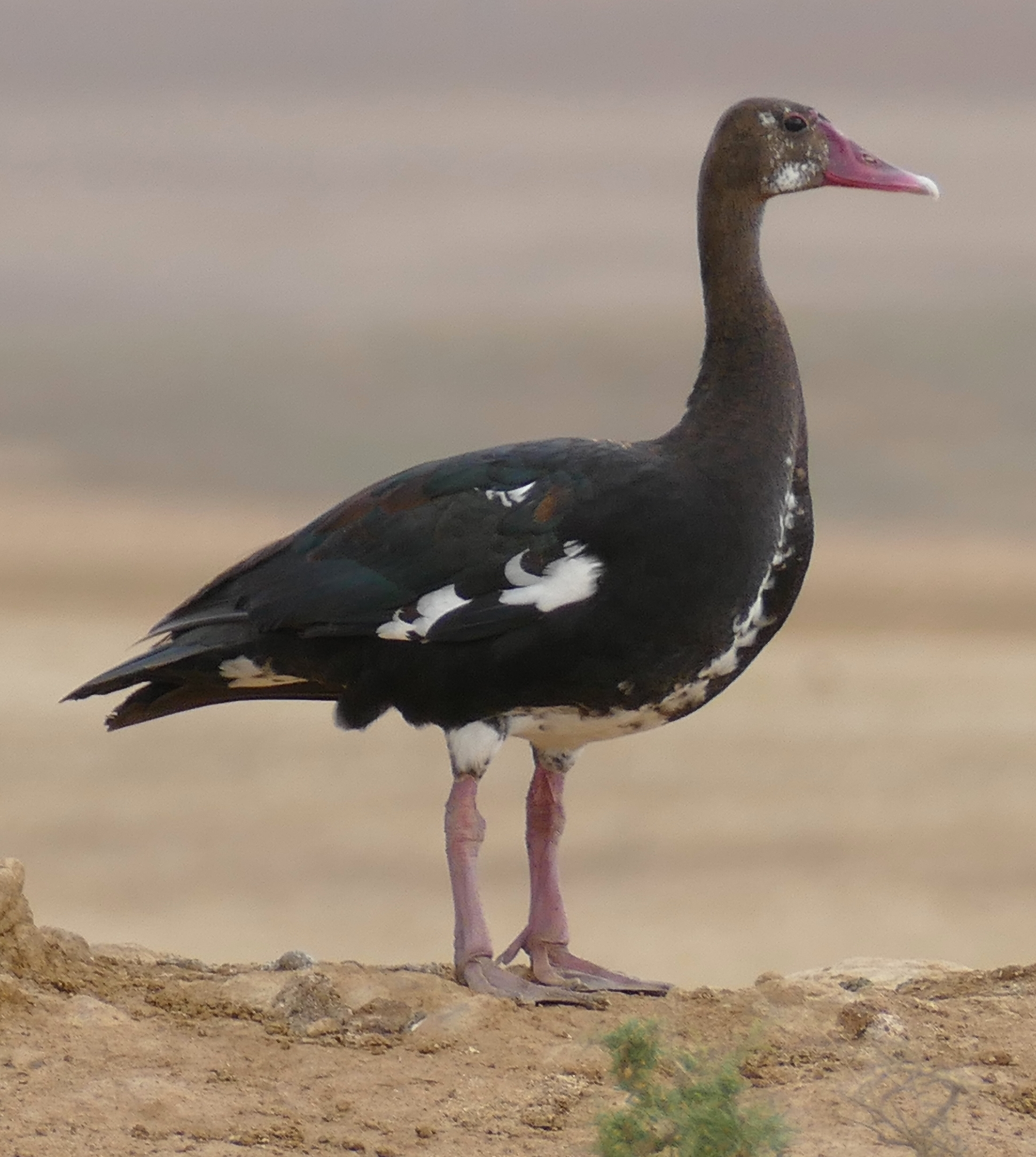
P. g. niger

## Habitat
Cette oie fréquente de nombreux types de zones humides : lacs, marais entourés de prairies, rivières, deltas... mais préfère les grandes rivières et les lacs de grande superficie. Bien que l'on puisse la trouver jusqu'à 3 000 mètres en Afrique orientale, elle évite les zones de montages.
Elle est cependant absente de Madagascar.

## Comportement
Espèce grégaire, l'Oie-armée de Gambie vit en groupe d'une cinquantaine d'individus. Elle se nourrit en broutant le long des berges. La reproduction a lieu durant la saison des pluies, c'est-à-dire d'août à décembre dans le Nord, de janvier à juin dans l'Est, d'août à mai dans le Sud. Le nid est placé dans la végétation riveraine, une termitière ou un vieux nid d'ombrette. La femelle pond 6 à 15 œufs qu'elle couve seule pendant une période qui varie entre 30 et 33 jours. Il arrive que le mâle assiste la femelle pour l'éducation des petits qui mettent plus de dix semaines à prendre leur envol.
C'est une espèce sédentaire qui effectue des mouvements importants uniquement en cas de sécheresse prolongée.

## Alimentation
Omnivore, elle consomme des graminées, fruits, tubercules et plantes aquatiques des prairies humides ou des points d'eau peu profonds mais également des invertébrés et de petits poissons.

## Populations
La population est comprise entre 350 000 et 500 000 individus, et cette espèce n'est pas menacée. On la trouve partout en Afrique tropicale, de la Sénégambie au Soudan et l'Éthiopie. Elle est absente dans les régions arides du Sud-Ouest et du Nord-Est.

## Répartition et sous-espèces
D'après Alan P. Peterson, cette espèce est constituée des deux sous-espèces suivantes :
- Plectropterus gambensis gambensis (Linnaeus, 1766 — au nord du Zambèze ;
- Plectropterus gambensis niger Sclater, 1877 — au sud du Zambèze.

## L'oie de Gambie et l'homme
Elle est protégée dans le cadre de l'Accord sur la conservation des oiseaux d'eau migrateurs d'Afrique-Eurasie.